# Ratonero mallorquín
El perro ratonero mallorquín (en mallorquín: Ca Rater Mallorquí) es un perro de pequeño tamaño, originario de la isla de Mallorca.
El origen de esta raza no es del todo claro, pero su vinculación con el Gos Rater Valencià o perro ratonero valenciano es muy evidente dada la proximidad geográfica y por referencias históricas. A principios del siglo XX, se produjeron migraciones de valencianos a la isla para el cultivo de arroz en humedales de albufera. Este hecho pudo implicar la introducción de perros para la caza de roedores. 
Su implicación con el ámbito agrario, además de cazador de pequeños roedores (las ratas de campo eran utilizadas para consumo humano), también ha sido un excelente cazador de liebres y conejos. Por otra parte, en un contexto popular se le ha denominado eriçoner, ya que es muy probable que erizos y demás caza menor hayan sido sus presas más asequibles. Pero el sistema de caza es diferente a otros perros, como el podenco ibicenco, puesto que el Ca Rater Mallorquí se introduce en las matas y va sacando poco a poco a la liebre (en mallorquín a este hecho se le denomina buidar). Sus cualidades como gran cazador vienen dadas por su estructura física pequeña y por sus patas musculosas, que le proporcionan la habilidad de realizar grandes saltos.
Por otra parte, el Ca Rater Mallorquí es un buen perro de compañía. Antiguamente estaba vinculado a mantener los establos libres de roedores. También es un perro ideal de guardia. Su carácter es despierto, nervioso e inteligente, además de tremendamente cariñoso con su dueño.

## Estándar
El Ca Rater Mallorquí está reconocido oficialmente como raza canina por el Gobierno de las Islas Baleares y por el Gobierno de España desde 2002.[cita requerida] Desde ese mismo año se registra el Club Español de Ca Rater Mallorquí, aunque su existencia se remonta a 1990. También está catalogado dentro de las razas autóctonas de las Islas Baleares.

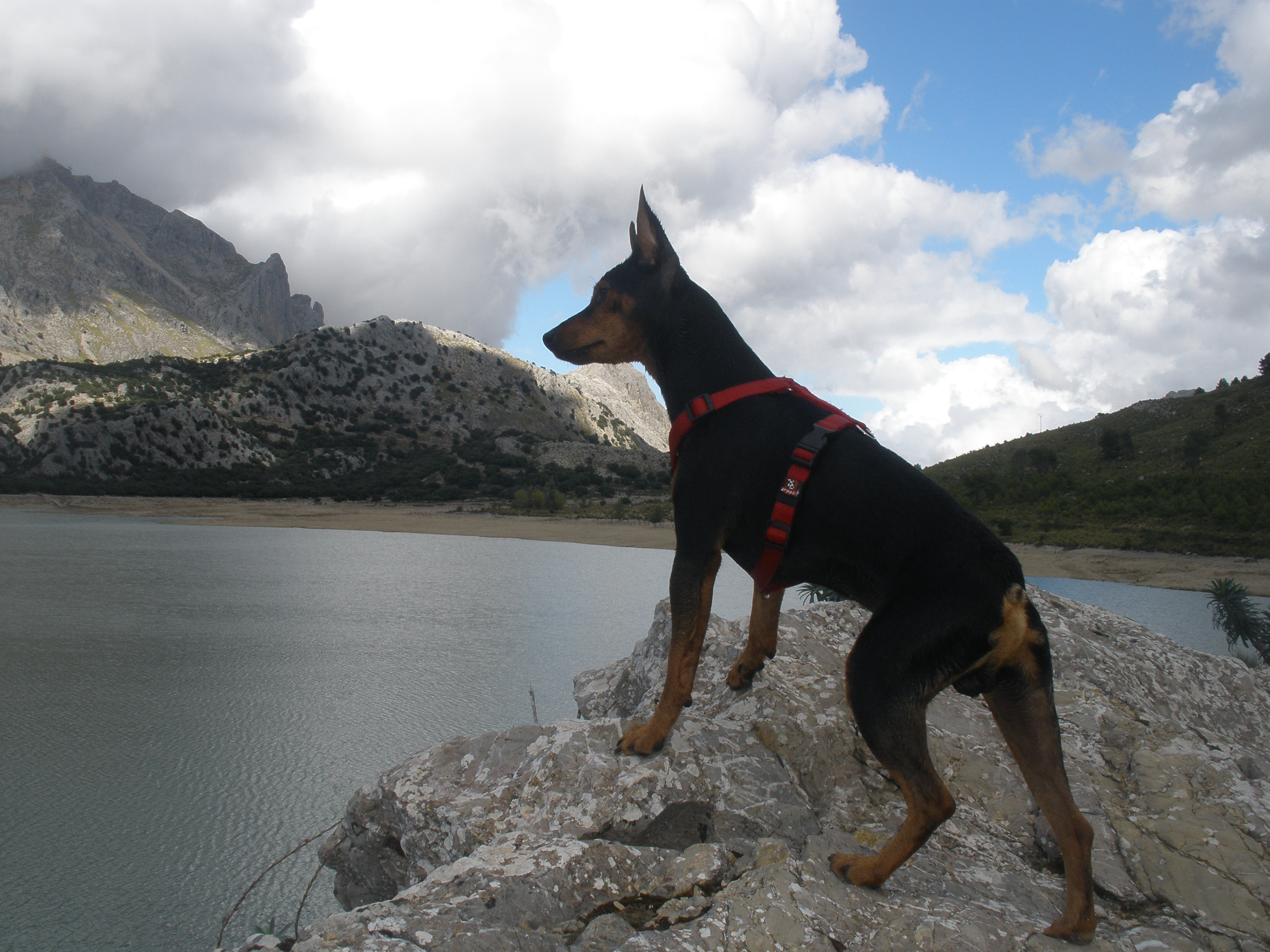
Ejemplar macho de Ca rater Mallorquí

La apariencia general del Ca Rater Mallorquí es de ser un perro que no supera los 5 kilos. La cabeza se encuentra en proporción con el cuerpo. La cara se estrecha hacia el hocico, de trufa negra, ojos redondos y de color ámbar, labios finos, orejas firmes puntiagudas y cuello robusto, de la misma longitud que la cabeza.
La estructura del cuerpo es cuadrangular en los machos y más alargada en las hembras, éstas son de menores proporciones. La pechera es amplia, el costillar arqueado, el vientre recogido y la grupa es musculosa y redondeada. La cola está cortada al ras del cuerpo o puede presentar una vértebra, aunque hay veces que los cachorros pueden nacer sin cola o con una rudimentaria que cae.
Las extremidades son musculosas y fuertes, especialmente las posteriores, y los pies de liebre, finos. La piel es fina y pegada al cuerpo, no presenta pliegues ni papada, el pelo es corto y liso. En cuanto al color se dan siempre manchas de color fuego en el hocico siguiendo la comisura labial, hasta las mejillas, encima de los ojos y en el perfil interno de las orejas. También es corriente que aparezca una mancha de color fuego en el pecho, extremidades y región perianal. El tono fuego puede variar de ser más encendido hasta mate. 
Aparte de esta generalidad, el Ca Rater Mallorquí puede ser negro, el más común, pero también está la variante en color marrón, con el color ámbar de ojos más claro. Además, esta raza puede ser tricolor en estos dos colores (tricolor en blanco, negro y fuego; o tricolor en blanco, marrón y fuego). Todas estas variantes son reconocidas, con mayor o menor moteado del blanco sobre el otro color. Así, en los tricolores las uñas no son negras como en los individuos negro y fuego, sino que, dependiendo de las manchas, pueden ser blancas y negras (o marrones), al igual que los pezones de las hembras. El color blanco es dominante y mancha todas las zonas en las que aparece el negro (o marrón) y/o fuego.